# Die Schuld des Dr. Homma
Die Schuld des Dr. Homma è un film del 1951 diretto da Paul Verhoeven.

## Produzione
Il film fu prodotto dalla Lux-Film e dalla Norddeutsche Filmproduktion.

## Riconoscimenti
- Lola al miglior film 1952